# Amerila vidua
Amerila vidua là một loài bướm đêm thuộc phân họ Arctiinae, họ Erebidae.